# Coro e Orquestra Nossa Senhora do Rosário
O Coro e Orquestra Nossa Senhora do Rosário, ou simplesmente Coral Nossa Senhora do Rosário, é um dos grupos musicais mais importantes de Pirenópolis e da região, com origem na criação da Banda Phoenix em 23 de julho de 1893, no aniversário de seu fundador, o Coronel Joaquim Propício de Pina. Desde sua fundação, os grupos têm trabalhado em conjunto para preservar e desenvolver a cultura musical local, tornando-se um verdadeiro tesouro cultural para a cidade.
O Coral Nossa Senhora do Rosário, em parceria com a Banda Phoenix, é responsável pela preservação do mais importante e antigo arquivo musical sacro de Goiás, contendo obras de compositores locais e de outros, com partituras do século XIX até a atualidade. Este acervo musical destaca a participação dos compositores locais e dos gostos populares de cada período, abrangendo diversos gêneros musicais.
Durante a pandemia do COVID-19 em 2020 e 2021, Coro e Orquestra se adaptaram para manter as tradições locais. Adotando medidas preventivas de segurança, como o distanciamento social e a redução e limitação do número de integrantes do coro e orquestra, afastamento temporários dos integrantes mais idosos, ensaios separados e por naipe, além da gravação em áudio e digitalização das músicas usuais para pdf, possibilitando a formação e a capacitação de novos músicos. As celebrações e costumes foram transmitidos ao vivo através das mídias sociais da Paróquia Nossa Senhora do Rosário, permitindo assim, a participação de todos os integrantes do Coro, Orquestra e fiéis, mesmo sem a presença física das pessoas devido às restrições impostas pela pandemia, voltando a participação de todos integrantes do Coro, Orquestra, e féis aos moldes normais, sem restrições em 2022.
Os membros do Coro e Orquestra Nossa Senhora do Rosário são voluntários e músicos amadores, participam das principais e tradicionais festas religiosas, atuando em procissões, missas e novenas, sendo fundamental para o reconhecimento da Festa do Divino como Patrimônio Cultural Imaterial pelo IPHAN em 2010.
Após décadas em locais provisórios, o Coro e Orquestra Nossa Senhora do Rosário e a Banda Phoenix finalmente tem uma sede própria e definitiva o antigo prédio do Mercado Municipal, atualmente Casarão da Banda Phoenix, construído em 1914 pelo intendente José Ribeiro Forzani, na Avenida Neco Mendonça, 02, no Centro Histórico de Pirenópolis. O edifício foi reformado em 2018 pelo município e apresenta características típicas da arquitetura colonial goiana, utilizando materiais como madeira, barro e pedra, abundantes na época de sua construção, que torna a sede um importante patrimônio histórico e material do município.

## Histórico

### Contexto musical em Meia Ponte
A ocupação branca na Capitania de Goiás, através da exploração do ouro no século XVIII, trouxe além dos bandeirantes e colonizadores, a tradição musical familiar herdada de geração em geração, proporcionando a produção da música nestes primeiros núcleos de povoamento do estado. Neste período, em todos os agrupamentos surgidos no Brasil colonial, as atividades artísticas e culturais eram realizadas em virtude das manifestações religiosas, através das irmandades, sobretudo a Irmandade do Santíssimo, que desempenharam um papel fundamental tanto no processo de povoamento quanto no de evangelização, fato também observado em Meia Ponte atual Pirenópolis.

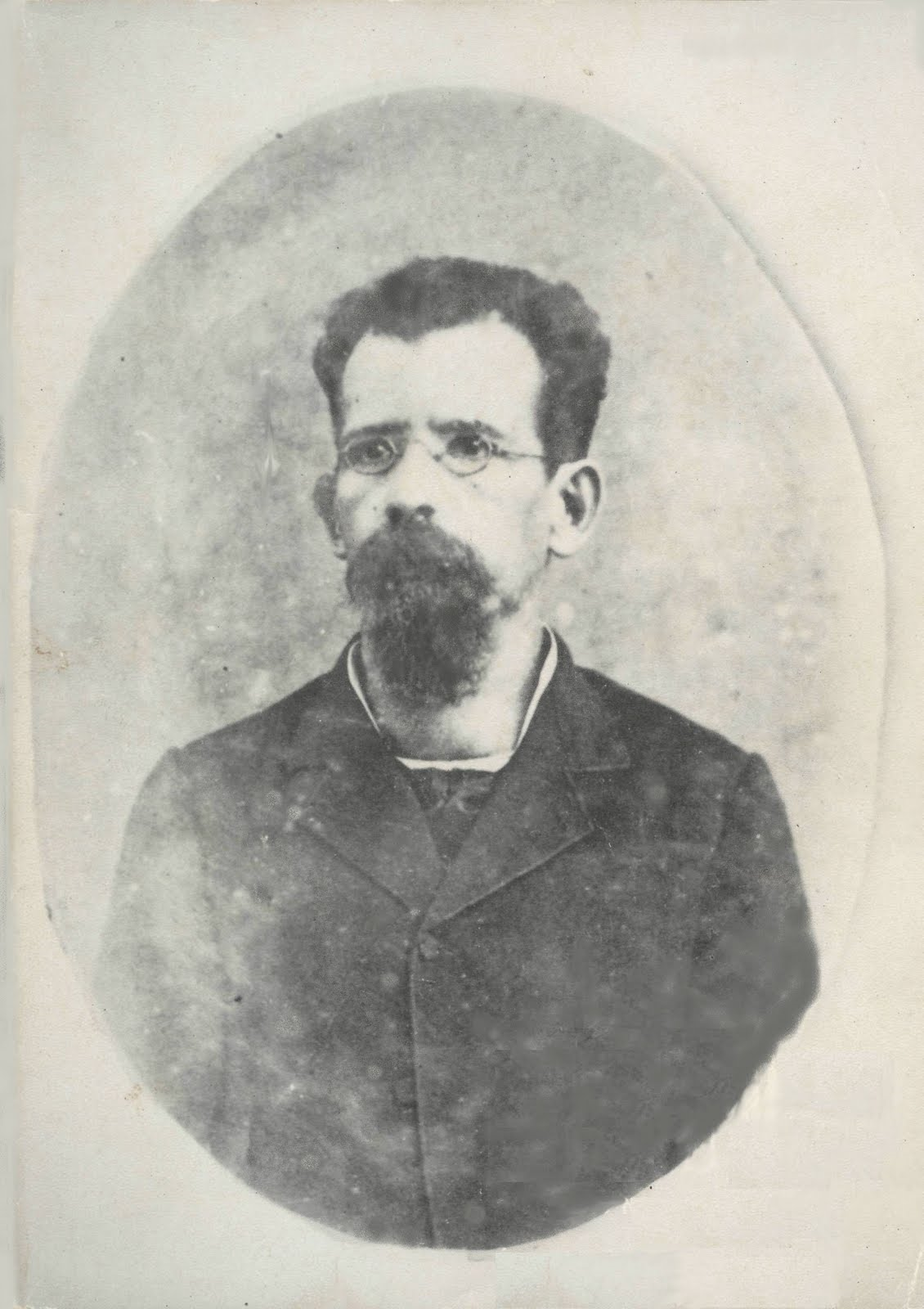
Antônio da Costa Nascimento, o Tonico do Padre é considerado o maior compositor local.

Na formação do campo da produção musical de Pirenópolis, tiveram destaque, entre os séculos XVIII e XX, Pe. José Joaquim Pereira da Veiga (1772-1840), José Inácio de Nascimento (1787-1850), Pe. Francisco Inácio da Luz (1821-1879), Pe. Manuel Amâncio da Luz (1878), Comendador Joaquim Alves de Oliveira (1770-1851) mecenas local, Antônio da Costa Nascimento o "Tonico do Padre" (1837-1903), Silvino Odorico de Siqueira (1856-1935), Antônio de Sá, pseudônimo Gaspar Hauser (1879-1905), Joaquim Propício de Pina (1867-1943) e Vasco da Gama de Siqueira (1883-1971).
Quanto ao processo de Ensino Musical neste período, em meados de 1740, entre os primeiros portugueses que chegaram ao Arraial das Minas de Meia Ponte, atual Pirenópolis, estava Custódio Pereira da Veiga, músico que viveu na localidade até 1778, pai do Padre José Joaquim Pereira da Veiga. Ele e o trabalho de outras famílias, como a Rodrigues Nascimento, contribuíram decisivamente com o desenvolvimento da música do lugar, época em que a Irmandade do Santíssimo construiu o coro da Igreja Matriz de Pirenópolis.
Enquanto os coros e orquestras dedicavam-se às celebrações católicas, as bandas de música se popularizavam com a chegada da família imperial no Brasil, quando estas corporações de música dedicavam-se em grande maioria às celebrações para-litúrgicas (externas à igreja) e não litúrgicas. Em Pirenópolis, a figura central do Comendador Joaquim Alves de Oliveira e do Pe. Diogo Antônio Feijó impulsionaram a criação da primeira banda de música, a Militar Banda de Música da Guarda Nacional, em 1830, e que atuou até 1851, além de diversas outras corporações musicais que vieram a existir em Meia Ponte. Grupos musicais como a Banda Euterpe em 1868, através do Pe. Francisco Inácio da Luz e Antônio da Costa Nascimento; a Banda do Pe. Simeão ou Banda da Babilônia, que em 1873 tinha como Regente José Gomes Gerais, sendo seus integrantes empregados, capatazes e mesmo vizinhos de outras fazendas vizinhas; e o surgimento da Banda Phoenix, juntamente com o Coro e Orquestra Nossa Senhora do Rosário em 23 de julho de 1893. Todas estas corporações musicais, exceto a Banda Militar, tiveram Coro e Orquestra para as celebrações religiosas.

### Coro e Orquestra Nossa Senhora do Rosário
Em 1867, nascia Joaquim Propício de Pina, o caçula de oito irmãos, órfão de pai aos 04 anos. Ele foi criado por seus tios Braz de Pina, Theodoro e Theodolino Graciano de Pina, que o levaram para vê-los atuar na segunda orquestra da Matriz de Meia Ponte, prestando serviços da Irmandade do Santíssimo, na época sob a liderança do padre Francisco Inácio da Luz, que era irmão de Antônio da Costa Nascimento o (Tonico do Padre). Neste ambiente musical, Propício de Pina se matriculou como aluno da Banda Euterpe, suportando o gênio forte e a disciplina rígida de seu mestre Tonico do Padre. Estudando clarineta, Propício de destacou como o mais brilhante músico da Euterpe e começou a ministrar aulas particulares aos jovens Olavo Batista, Américo Borges de Carvalho, José Ribeiro Forzani e Olegário Herculano de Aquino, que eram alunos do Colégio Ateneu Meiapontense e desejavam aprimorar suas habilidades musicais. Tais aulas, que começaram em janeiro de 1892, ocorriam sempre à noite, na casa de Antônio Tomás de Aquino Correa.
Com a dissolução da Banda do Padre Simeão em meados de 1880, os entusiastas alunos de Propício, que já eram mais numerosos, adquiriram uma clarineta, um cornetim, um trombone, um bombardino, um oficleide, um bombo e um par de pratos, o que impulsionou as aulas, que passaram de teóricas para práticas. No aniversário de 26 anos de Propício, em 23 de julho de 1893, esses alunos prepararam uma apresentação surpresa, surpreendendo o mestre e dando origem à Banda Fênix, que renascia das cinzas da antiga Banda da Babilônia. Isso causou grandes ciúmes em Tonico do Padre, que considerou Propício um ingrato. Em 1898, Tonico do Padre foi vítima de um atentado e obrigado a ceder o posto de maestro da Euterpe para Odorico de Siqueira, também Irmão do Santíssimo. Um ano depois, quando Tonico retornou ao cargo de maestro da Euterpe, encontrou Propício já ocupando sua posição como Mestre Capela do Coro da Matriz, o mais alto cargo musical da cidade. Esse título era concedido desde meados do século XVIII ao principal maestro da cidade, encarregado de prestar serviços à Irmandade do Santíssimo Sacramento.
Embora já idoso, Tonico do Padre ainda mantinha muita influência na Irmandade do Santíssimo Sacramento, tendo ocupado os principais cargos da confraria por anos. Em 1901, ele reassumiu o cargo de Mestre Capela da Matriz, liderando o coro e a orquestra que acompanhavam a Banda Euterpe. Em 1902, diante da nova rivalidade musical, a Irmandade do Santíssimo Sacramento dividiu a música da Semana Santa da seguinte forma: a Banda Euterpe ficou responsável pela quinta e sexta-feira santa, enquanto o sábado e o domingo eram entregues à Banda Phoenix. Com a morte de Tonico em 1903, sua viúva transferiu todo o acervo para o major Silvino Odorico de Siqueira, que assumiu o comando da Banda Euterpe, seu coro e orquestra. Começava assim uma nova fase da batalha musical entre as bandas, coros e orquestras, cada uma representando lados opostos na política partidária e disputando espaço nas festas profanas e religiosas, até a extinção da Banda Euterpe em meados da década de 1930.
Nesse período de disputas entre as duas bandas, com suas respectivas orquestras e coros, a rivalidade aumentava ainda mais quando uma partitura, seja do coro ou da banda, era clandestinamente transferida para a outra corporação, ou quando algum músico participava ora de uma, ora de outra banda. Essas disputas elevaram consideravelmente o nível musical da cidade.

### Pós Propício
Com a morte de seu fundador, Propício de Pina, em 11 de agosto de 1943, o coro e a orquestra enfrentaram novos desafios após 50 anos. Isso incluiu a questão de quem deveria assumir a regência e encontrar um novo local para as reuniões do grupo, já que até então todos os ensaios aconteciam na residência de Propício. Luiz de Aquino Alves, considerado o braço direito de Propício, assumiu oficialmente a Banda Phoenix, uma vez que ele já auxiliava Propício como maestro substituto e era também um dos maiores compositores locais da época. Por outro lado, Sebastião Pompeu de Pina, conhecido como Tãozico Pompeo, sobrinho de Propício, assumiu a regência do Coro e Orquestra Nossa Senhora do Rosário, com a assistência de Luiz de Aquino.

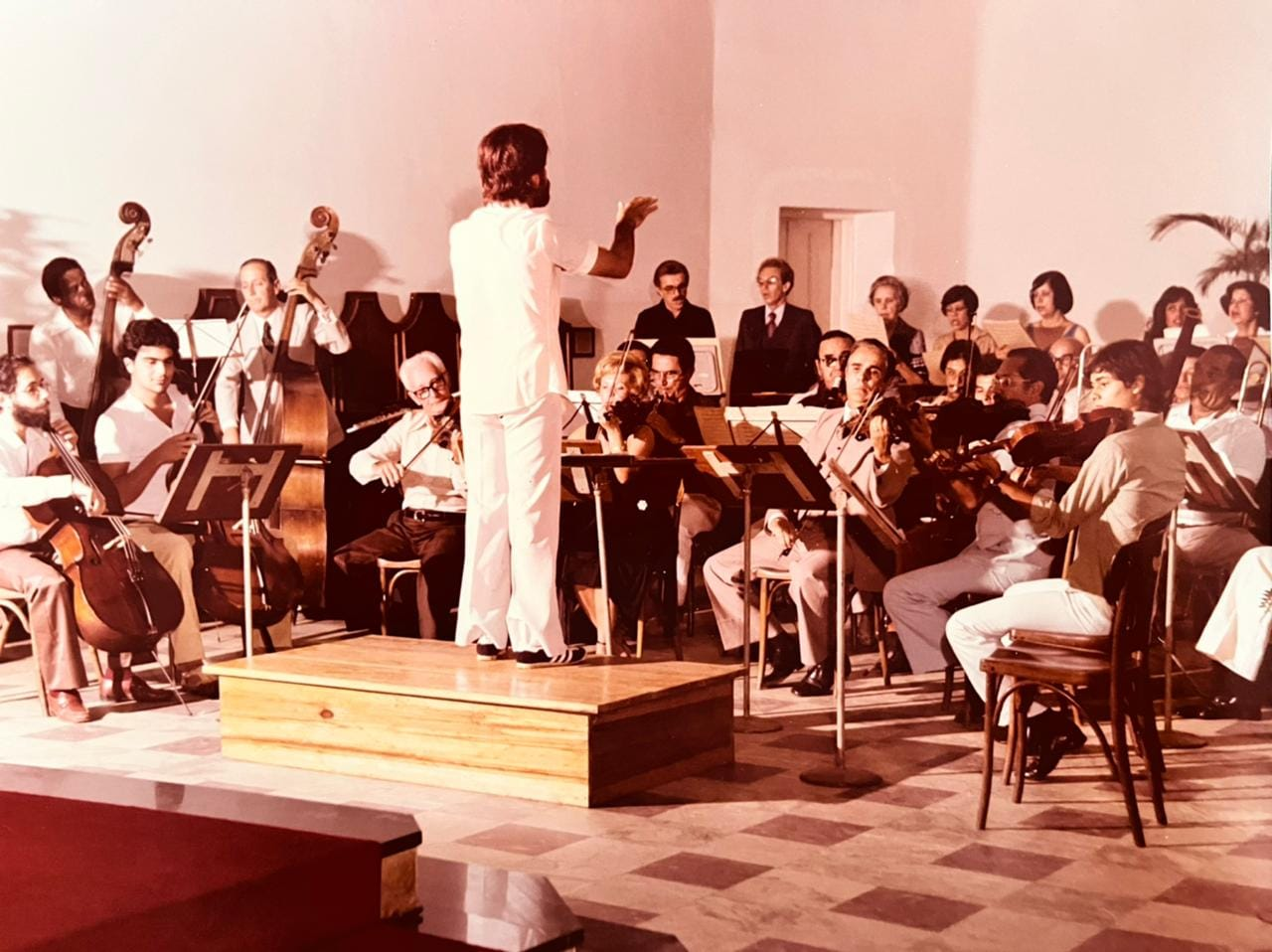
Coro e Orquestra do Rosário, sob a regência de Braz de Pina cantando Missa na Catedral de Goiânia, com integrantes da Orquestra Filarmônica de Goiás.

Durante a ausência do maestro Aquino da Banda Phoenix, que ficou um longo período sem liderança, Tãozico assumiu também a regência da Banda Phoenix por um curto período de tempo. Em 1964, Pompeu Christovam de Pina, ao tornar-se presidente da Banda Phoenix, reuniu a sociedade musical local para reorganizar a banda e evitar seu fim. Eles convenceram Vasco da Gama de Siqueira, que já havia ajudado seu pai Silvino como maestro da Banda Euterpe, a assumir a direção musical dos trabalhos. Foi então que criaram a Escola de Música Mestre Propício. Nesse período, a Banda Phoenix adquiriu o restante do arquivo da Banda Euterpe da família Siqueira, que estava quase em ruínas, permitindo o salvamento de importantes documentos e manuscritos musicais, incluindo a obra musical de Antônio da Costa Nascimento. Nesse momento, também começou o trabalho de catalogação e estudo desse arquivo e de outros que pertenciam à Banda Phoenix, principalmente na parte sacra, que ainda contava com a regência de Tãozico Pompeo até sua morte na década de 1970.
Em 1968, José Joaquim do Nascimento, também conhecido como Zé Guiomar, filho de Vasco, assumiu como maestro da Banda Phoenix e logo depois também a regência do Coro e Orquestra do Rosário. Zé Guiomar ministrava aulas de música à noite e realizou um grande trabalho de pesquisa e levantamento das peças musicais do acervo e outros documentos. Ele também cuidava da restauração de partituras, proteção dos originais e fazia adaptações e arranjos para instrumentos cujas partituras originais haviam se perdido com o tempo, com a ajuda de Braz Wilson Pompeo de Pina Jr. Nascimento, mais conhecido como Zé Guiomar - em homenagem a sua mãe,
Coube ao maestro Nascimento, a regência do Primeiro Recital de Compositores Goianos, realizado na Igreja Matriz de Nossa Senhora do Rosário, executado junto à Universidade Federal de Goiás, em fevereiro de 1970. Deste projeto surgiu um LP que posteriormente foi transposto para um CD. Os trabalhos de José Joaquim Nascimento frente a Banda abrangiam mais que a regência e as aulas de música, pois além de cuidar do acervo instrumental e musical, restaurava partituras, protegia os originais e fazia adaptações e arranjos para instrumentos cujas partituras originais haviam desaparecido com o passar do tempo, auxiliado na época por Braz Wilson Pompeo de Pina Jr.
Após a saída de Zé Guiomar, que deixou Pirenópolis na década de 1980 e foi reger a Corporação Musical Santa Cecília em Jaraguá, a Banda Phoenix passou a ser regida por Mamede Silvério de Melo durante a década de 1980. No entanto, enfrentaram dificuldades na área cultural, incluindo a falta de incentivos e o desinteresse da juventude local em participar da banda e do coro e orquestra. Apesar dos esforços para manter as celebrações tradicionais, várias apresentações deixaram de ser realizadas, em virtudes da reforma litúrgica. Mamede foi reconhecido pelo seu trabalho e convidado para fundar a Banda São José do Tocantins em Niquelândia em 1992, deixando assim a regência da Banda Phoenix. Três anos depois, ele assumiu a Banda 13 de Maio em Corumbá de Goiás e, posteriormente, criou outra banda de música na cidade de Cocalzinho de Goiás.

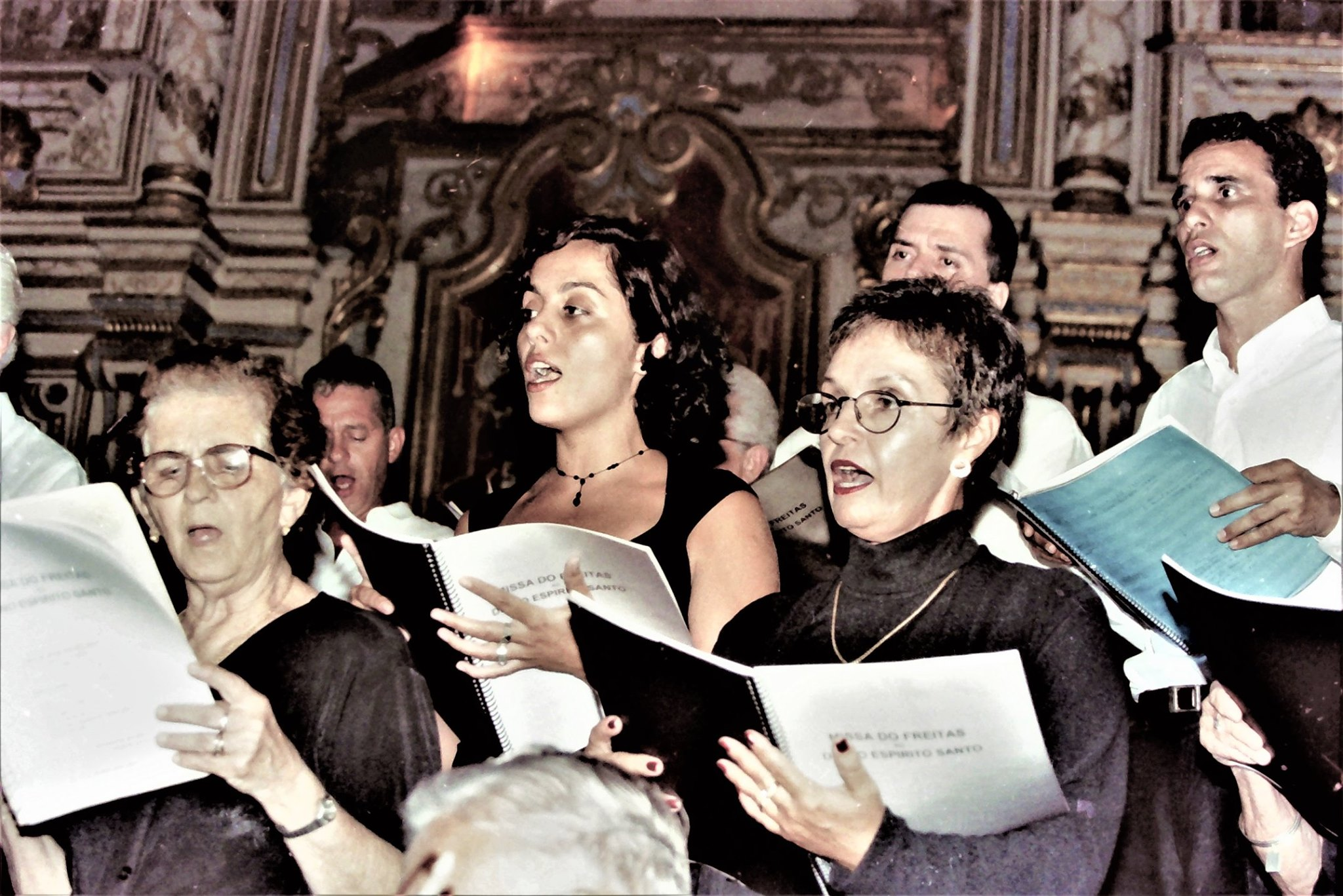
Coro e Orquestra do Rosário cantando a Missa de Freitas (Joaquim de Paula Souza) na inauguração das obras de restauro da Matriz de Pirenópolis em 1999.

Após a saída de Mamede, o maestro Alexandre Luiz Pompêo de Pina assumiu a Banda Phoenix e o Coro e Orquestra Nossa Senhora do Rosário. Esse período coincidiu com transformações intensas em Pirenópolis, incluindo o reconhecimento do centro histórico como patrimônio nacional pelo IPHAN e o crescimento do turismo na cidade. A Banda Phoenix se tornou mais ativa nas ruas, e o Coro e Orquestra se apresentaram em palcos, como na mostra nacional de música "Canto da Primavera" em 1999.
A partir de 2010, o grupo passou a ser comandado por Aurélio Afonso da Silva, que, convencido por Pompeu Christovam de Pina, na época presidente da Banda, se tornou um dos maestros mais jovens da banda e do coral. Aurélio ingressou na Escola da Banda Phoenix aos 14 anos e, aos 18, se tornou músico na Banda da Base Aérea de Anápolis, adquirindo experiência como regente. Ele enfrentou dificuldades, como a falta de verbas para ministrar aulas na banda e no coral, o furto de instrumentos e o falecimento do diretor da banda, Pompeu Christovam de Pina. No entanto, ele deu prioridade à escola da Banda para capacitar uma nova geração de talentos que poderiam integrar a banda e o coral. Com isso, em 2012, foi possível retomar a celebração da Missa do Rosário, que é a padroeira da cidade e do próprio grupo. Em 2016, a celebração da Missa de Páscoa foi reintroduzida, seguida pela Missa do Bonfim em 2018, a Novena do Rosário em 2019 e a Missa de Corpus Christi e a Missa do Carmo em 2020. Além disso, a Novena do Carmo foi reinstituída em 2021.

### Coro e Orquestra atualmente
Ao longo dos anos, o Coro e Orquestra do Rosário tem se dedicado incansavelmente à preservação e difusão da música, enriquecendo a vida cultural da comunidade pirenopolina. Sua atuação não se limita a espaços convencionais como o coro das igrejas, mas se estende a diversos locais da cidade, por onde passam as procissões, democratizando o acesso à arte e tornando-a acessível a um público mais amplo. O acesso descentralizado à cultura promovido pelo Coro e Orquestra do Rosário não apenas fortalece o tecido cultural da cidade, mas também serve como um modelo inspirador para outras instituições similares. A colaboração contínua com diversos setores da comunidade destaca a capacidade do conjunto em se adaptar às necessidades do público, garantindo que a música e a cultura continuem a ser uma parte integrante da vida cotidiana de todos os cidadãos.
A tabela detalhada das apresentações, todas gratuitas, é uma manifestação concreta do compromisso transparente e acessível do Coro e Orquestra do Rosário com a comunidade. Essa prática exemplar não apenas celebra a riqueza da música e da cultura, mas também fortalece os laços entre a instituição e a cidade que orgulhosamente a acolhe. 
| Nº | Mês                | Período                  | Evento           | Nome                                 | Repertório |
| -- | ------------------ | ------------------------ | ---------------- | ------------------------------------ | --- |
| 01 | Março/Abril        | Quaresma                 | Semana das Dores | Procissão de Nossa Senhora das Dores | Motetos das Dores de Basílio Martins Braga Serradourada, Solo das Dores de José Iria Xavier Serradourada, Hino das Dores, composição anônima. |
| 02 | Março/Abril        | Quaresma                 | Festa de Passos  | Procissão de Nosso Senhor dos Passos | Motetos de Passos de Basílio Martins Braga Serradourada, Vós Senhor, Senhor Deus, Miserére ambos anônimos.                                    |
| 03 | Março/Abril        | Semana Santa             | Festa de Passos  | Procissão do Encontro                | Motetos de Passos de Basílio Martins Braga Serradourada, Miserére, anônimo.                                                                   |
| 04 | Março/Abril        | Semana Santa             | Lava-pés         | Missa de Lava-pés                    | Domine Tu mihi de Antônio da Costa Nascimento. Pange Lingua, Tantum Ergo (a capella). Missa festiva cantada sem credo.                        |
| 05 | Março/Abril        | Semana Santa             | Enterro          | Procissão do Senhor Morto            | Motetos de enterro anônimo. (a capella) |
| 06 | Março/Abril        | Semana Santa             | Páscoa           | Missa de Páscoa                      | Surrexit Dominus, anônimo. Missa festiva cantada com ordinário completo.                                                                      |
| 07 | Maio/Junho         | Pentecostes              | Festa do Divino  | Novena do Divino Espírito Santo      | O salutaris de Elvira Rosa Ferreira. Ladainhas, Tantum Ergo, Hinos.                                                                           |
| 08 | Maio/Junho         | Pentecostes              | Festa do Divino  | Missa do Divino Espírito Santo       | Hino do Divino de Antônio da Costa Nascimento. Missa festiva cantada com ordinário completo.                                                  |
| 09 | Maio/Junho         | Corpus Christi           | Festividade      | Procissão de Corpus Christi          | Tantum Ergo de Eugênio Leal da Costa Campos.                                                                                                  |
| 10 | Maio/Junho         | Corpus Christi           | Festividade      | Missa de Corpus Christi              | Missa festiva cantada com ordinário completo.                                                                                                 |
| 11 | Julho              | Nossa Senhora do Carmo   | Festa do Carmo   | Missa de Nossa Senhora do Carmo      | Missa festiva cantada com ordinário completo.                                                                                                 |
| 12 | Setembro           | Senhor do Bonfim         | Festa do Bonfim  | Missa de Nossa Senhor do Bonfim      | O Perdão, melodia do Abbade Souchier. Missa festiva cantada com ordinário completo.                                                           |
| 13 | Setembro / Outubro | Nossa Senhora do Rosário | Festa do Rosário | Novena da Padroeira                  | O Salutaris de Antônio da Costa Nascimento. Tantum Ergo de José Odilon de Pina. Ladainhas, Hinos.                                             |
| 14 | Outubro            | Nossa Senhora do Rosário | Festa do Rosário | Missa da Padroeira                   | Missa festiva cantada com ordinário completo, geralmente a Missa do Rosário de Luigi Bordese.                                                 |
| 15 | Dezembro           | Natal                    | Missa do Galo    | Missa do Galo                        | Músicas de compositores locais. Missa festiva cantada com ordinário completo                                                                  |

## Sede
Desde sua fundação até o falecimento de Propício, a Banda Phoenix e o Coro e Orquestra do Rosários e estabeleceu na residência do maestro, localizada na Rua Nova, número 15. Após a morte de Propício, a tradição de abrigar a banda nas casas dos maestros continuou até meados de 1970, quando ela se mudou para uma sala no antigo mercado municipal. Posteriormente, a banda se transferiu para o casarão localizado no número 29 da Rua Nova, no mesmo edifício que abrigava o antigo Museu da Família Pompeu propriedade do então presidente da banda Pompeu Christovam de Pina. Com a morte de Pompeu em 2014, a banda se viu desalojada, e migrou-se para um espaço cedido pela prefeitura, nas proximidades do atual Colégio da Polícia Militar Comendador Crhistovam de Oliveira. Através da Lei Ordinária Nº 785/2015, de 17 de dezembro de 2015, a banda passou a ter sede própria, no antigo prédio do Mercado Municipal, construído em 1914 pelo intendente José Ribeiro Forzani, na Avenida Neco Mendonça, 02, no Centro Histórico de Pirenópolis, reformado em 2018 pelo município, ano em que a Banda ocupou o espaço.

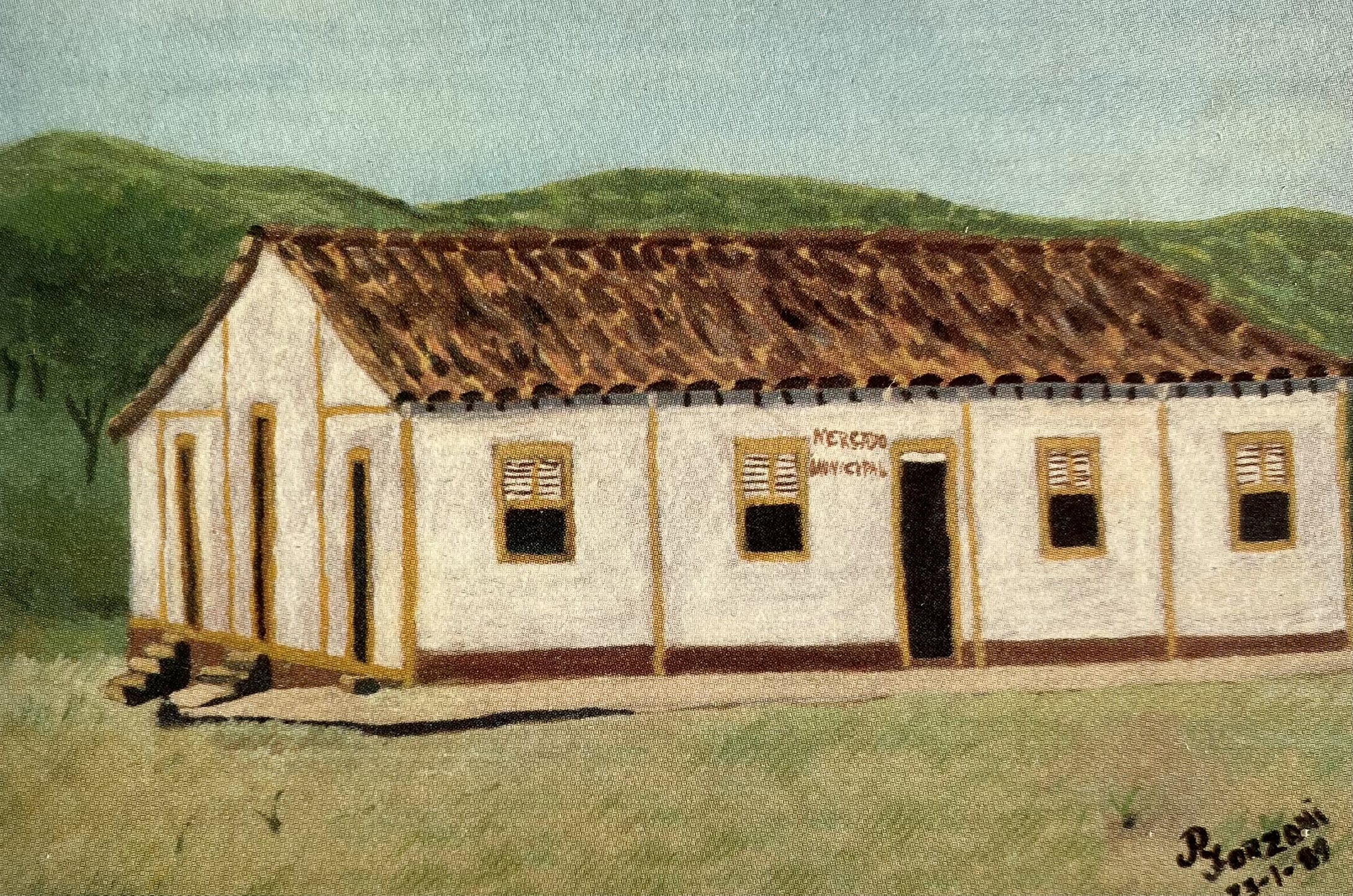
Vista do antigo mercado de Pirenópolis, atual sede da Banda Phoenix por Pérsio Forzani, 1989.

A sede atual apresenta características típicas da arquitetura colonial goiana ao empregar materiais do lugar, como madeira, barro e pedra, abundantes na região em 1914. Construído no antigo Largo do Teatro São Manoel, terreno onde existiu o primeiro teatro da cidade, edificado em 1860 pelo comendador Manoel Barbo de Siqueira e demolido em 1890, o prédio foi erguido na administração de José Ribeiro Forzani (Zeco Totó), então intendente municipal entre 1911 a 1914, para abrigar o Mercado Municipal.
A madeira utilizada é de espécies nativas do cerrado, como o cedro e a aroeira, devido à sua resistência e durabilidade empregada sob a criteriosa direção do carpinteiro Manuel Antonio de Peixoto. O barro é um elemento construtivo importante e foi utilizado na construção de paredes, rebocos e pisos, sendo moldado em tijolos ou adobe. Para dar maior consistência à estrutura, o barro foi misturado com palha ou capim seco. As paredes foram caiadas, pintadas com cores claras de branco e amarelo na reforma de 2021 por ser as da Banda Phoenix. A pedra, outro material utilizado no prédio, é proveniente das pedreiras próximas à cidade e foi utilizada em sua forma natural ou lapidada, mas em menor quantidade, principalmente como piso, inseridos na administração do então prefeito Mario Mendes em 1936, época em que remodelou o prédio. Com a extinção do Mercado Municipal, o edifício teve vários outros usos, como local de ensaio da Banda Phoenix em meados de 1970, até ser ocupado por diversas secretarias, dentre elas a de promoção social que no início dos anos 2000 instalou no local o PETI (Programa de Erradicação do Trabalho Infantil), vindo a cessar na década seguinte. Novamente abandonado, em 2016 foi doado a Banda Phoenix para ser a sede da corporação, que ao ter novo uso e preservação de suas características, tornou-se um importante patrimônio histórico e cultural, material e imaterial do município, pois compõe a paisagem sonora local. Quanto material, o prédio mistura elementos da arquitetura portuguesa com influências indígenas e africanas, e assim, é uma verdadeira obra de arte e um testemunho da riqueza cultural de Goiás, assim como as demais construções da cidade no período colonial e pós-colonial.

## Arquivo

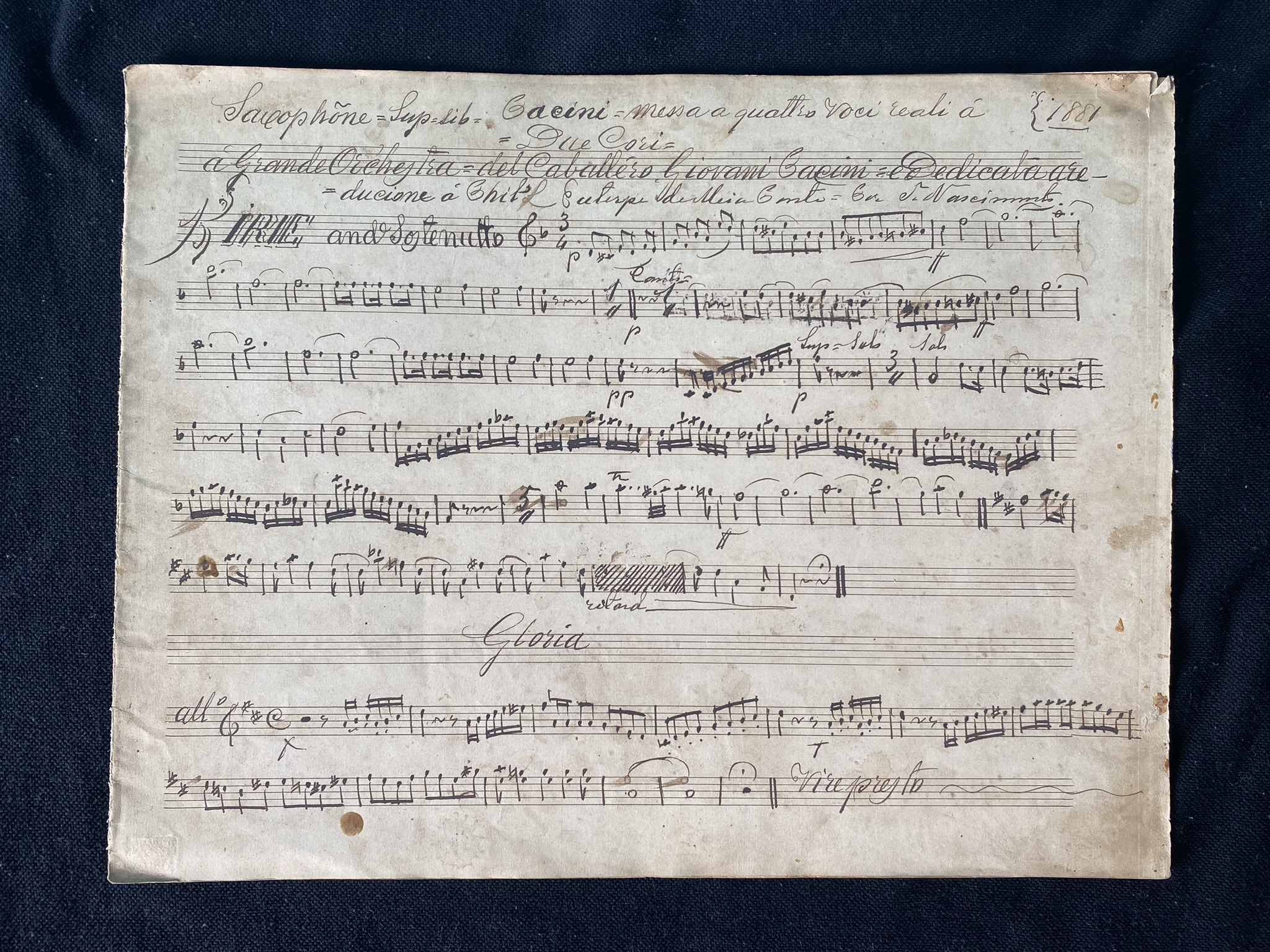
Partitura da Messa a quattro voci reali á Grande Orchestra del Caballero Giovanni Pacini, Phil Euterpe de Meia Ponte, atual Pirenópolis. 1881.

De acordo com pesquisadores, como Belkis Mendonça, que publicou um dos primeiros livros sobre o assunto, o arquivo da Banda Phoenix e do Coro e Orquestra Nossa Senhora do Rosário, criados em 1893, é considerado o mais importante de Goiás. É nele que se encontram as partituras e demais documentos dos grupos musicais que atuaram na cidade desde o século XVIII. Desde o início do século passado, a importância deste arquivo é amplamente reconhecida e divulgada, sendo objeto de desejo de pesquisadores. Isso foi um privilégio concedido apenas a poucos, como a professora Cleofe Person de Mattos,  que o utilizou para chancelar a autoria de uma composição do Padre José Maurício Nunes Garcia, ou para chegar a um consenso sobre a autoria da Missa de Francisco Manuel da Silva, conhecida em Pirenópolis como Missa das Dores e atribuída a Antônio da Costa Nascimento. Na verdade, o que se sabe deste arquivo é que ele está ligado ao início das manifestações culturais da Província de Goiás, introduzido pelos primeiros colonizadores que chegaram a Pirenópolis no início do século XVIII. A documentação deste período é escassa, mas pesquisas como as de Jayme em 1971 nos arquivos da Irmandade do Santíssimo Sacramento revelam que, em 1757, a confraria providenciou melhorias na Igreja Matriz, incluindo móveis e postigos nas janelas do coro, sugerindo o possível uso deste espaço litúrgico e, consequentemente, a atuação de grupos que faziam música sacra naquele recinto.

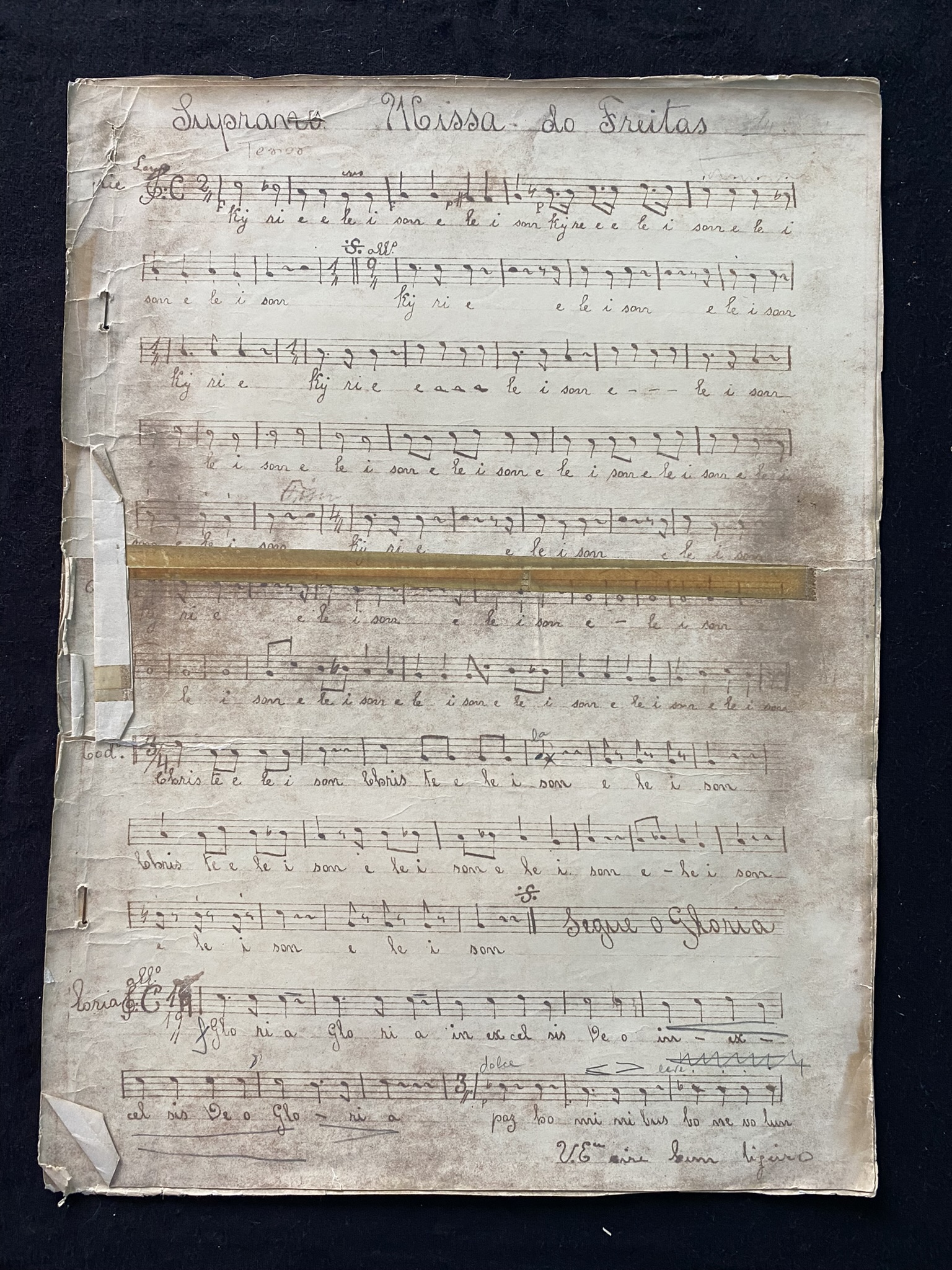
Cópia soprano da Missa do Freitas, conhecida em Pirenópolis como a Missa Pequena em Dó. Essa cópia foi feita por Propício de Pina no início do século XX.

No entanto, de acordo com Pina Filho em 1975 e Mendonça em 1981, é possível atribuir ao Pe. José Joaquim Pereira da Veiga (1772-1840) a formação de novos músicos, a interpretação de obras trazidas por ele do Rio de Janeiro e a criação de um quarteto de cordas e um pequeno conjunto vocal que perdurou de 1801 até 1840. Durante esse período, eles executaram obras de compositores como Bach, Haendel, Pleyel, Rossini e Bellini, além de peças de brasileiros como Joaquim de Paula Souza e de seus conterrâneos mineiros, bem como compositores goianos como Basílio Martins Braga Serradourada, Cônego José Iria Serradourada e até mesmo compositores locais, incluindo Antônio da Costa Nascimento, Graciano de Pina e outros. Esse empenho elevou a música de toda a Província de Goiás a uma posição de destaque em relação à música brasileira da época. A intensa atuação do coro e da orquestra também foi registrada por Raimundo José da Cunha Matos em 1823, durante sua passagem pelo então arraial de Meia Ponte em 1823. Ele ficou impressionado com a qualidade da música que era executada em todas as sextas-feiras do ano nas missas do Bonfim. Essas memórias também foram vivenciadas por Crysilla durante sua infância no início do século XX, quando a orquestra da Banda Euterpe ainda estava ativa, sob a regência de Silvino Odorico Siqueira.
Todas essas corporações musicais possuíam bandas de música e conjuntos de coro e orquestra, dividindo assim as responsabilidades entre eventos religiosos e profanos, festas, tradições e celebrações, com um repertório amplo para atender a todas as ocasiões. Muitos membros desses grupos musicais, além de copistas, também eram compositores notáveis, destacando-se nomes como Antônio da Costa Nascimento o (Tonico do Padre), Fidêncio Graciano de Pina, Theodoro Graciano de Pina, Hormezindo Siqueira, Agesisláo de Siqueira, Vasco da Gama Siqueira, Joaquim Propício de Pina, José Odilon de Pina, entre outros. Através de suas composições, eles registraram os momentos que viveram.
Com a extinção da Banda da Guarda Nacional, da Banda da Babilônia e da Banda Euterpe, esta última ocorrendo em meados da década de 1930, todo o acervo foi incorporado ao patrimônio da Banda Phoenix e do Coro e Orquestra Nossa Senhora do Rosário por volta de 1960. A preservação do arquivo do coro e orquestra, bem como de suas obras musicais, possibilita pesquisas sobre esse acervo. Essas composições locais podem ser reintroduzidas na vida musical da comunidade, com a reinserção deste arquivo na prática musical da cidade. No caso do Coro e Orquestra do Rosário, em 2012, a celebração da Missa do Rosário, padroeira da cidade e do grupo, foi retomada. Em 2016, a Missa de Páscoa foi reintroduzida, seguida pela Missa do Bonfim em 2018, a Novena do Rosário em 2019, a Missa de Corpus Christi e a Missa do Carmo em 2020. Além disso, a Novena do Carmo foi reinstituída em 2021.

## Maestros
| Nº | Nome                                           | Imagem | Período                       | Observações |
| 1  | Cel. Joaquim Propício de Pina                  |        | 1893/1943 49–50 anos          | Extinção da Banda Euterpe e sua Orchestra Nascimento em meados de 1930. |
| 2  | Sebastião Pompeu de Pina, Luiz de Aquino Alves |        | 1943/1970 26–27 anos          | Com a chegada dos franciscanos na Paróquia Nossa Senhora do Rosário, foi aplicado o Motu Proprio Inter pastoralis officii sollicitudines emitido pelo Papa Pio X. Em 11 de outubro de 1962 foi promulgado a abertura do Concílio Vaticano II resultando a Sacrosanctum Concilium. |
| 3  | José Joaquim do Nascimento                     |        | 1970/1988 17–18 anos          | |
| 4  | Mamede Silvério de Melo                        |        | 1988/1990 1–2 anos            | |
| 5  | Alexandre Luiz Pompeu de Pina                  |        | 1990/2010 19–20 anos          | Em 2010, a Festa do Divino foi registrada como Patrimônio Cultural pelo IPHAN, sendo o Coro e Orquestra, um dos folguedos que levou a este registro. |
| 6  | Aurélio Afonso da Silva                        |        | Desde 2010 14 anos e 349 dias | Retorno de várias participações do grupo em festa tradicionais. |